# Jamie Lynn
Jamie Lynn (Northridge, Kalifornia, 1981. február 25. –) amerikai pornószínésznő.
2005-ben Jamie Lynnt a Penthouse kedvencének választották. A pornóiparban 2003-ban kezdett dolgozni, miután a cég ahol addig dolgozott megszűnt. Nyolc hónapon keresztül fotósokkal dolgozott együtt, majd találkozott Jesse Capellivel, aki a Penthousenál volt. Ő Cam Smith-hez fordult. A Penthouse két napos fotózásra kérte fel. 2005 januárjában kapta meg a Penthouse a hónap kedvence címet, 2006-ban pedig az év kedvence is ő lett. FTV lány videókban szerepelt kezdetben.

## Válogatott filmográfia
| - 2009 Molly's Life, Vol. 1 (video) - 2008/III Break The Luscious Brunette - 2008 Ninja Cheerleaders Jason's Pet - 2008 Cock Tease (video) - 2007 All by Myself 2 (video) - 2007 Jana Cova: Erotique (video) - 2007 Sweethearts (video) | - 2006 All by Myself (video) - 2006 Deeper 3 (video) - 2006 No Cocks Allowed! 2 (video) - 2006 Peek: Diary of a Voyeur (video) - 2005 Blu Dreams: Sweet Solos (video) - 2005 First Offense 14 (video) - 2005 Pussy Foot'n 13 (video) |